# Mountainbike-Orienteering-Weltmeisterschaften 2014
Die 12. Mountainbike-Orienteering-Weltmeisterschaften fanden vom 24. bis 31. August 2014 in der Gegend um Białystok in Polen statt.

## Zeitplan
- 24. August: Eröffnungsfeier
- 25. August: Mixed-Sprintstaffel (Demonstrationswettbewerb)
- 26. August: Sprint
- 27. August: Mitteldistanz
- 29. August: Langdistanz
- 30. August: Staffel, Abschlussfeier

## Herren

### Sprint
| Platz | Land | Athlet            | Zeit      |
| ----- | ---- | ----------------- | --------- |
| 1     | NOR  | Hans Jørgen Kvåle | 21:46 min |
| 1     | RUS  | Anton Foliforow   | 21:46 min |
| 3     | RUS  | Grigori Medwedew  | 21:52 min |
| 4     | RUS  | Ruslan Grizan     | 22:02 min |
| 5     | EST  | Lauri Malsroos    | 22:07 min |
| 6     | FIN  | Jussi Laurila     | 22:11 min |
| 7     | RUS  | Waleri Gluchow    | 22:32 min |
| 8     | CZE  | Radek Laciga      | 22:35 min |

Sprint: 26. August 2014

Ort:

Länge: 5,7 km

Steigung:

Posten: 31

### Mitteldistanz
| Platz | Land | Athlet            | Zeit      |
| ----- | ---- | ----------------- | --------- |
| 1     | RUS  | Ruslan Grizan     | 55:20 min |
| 2     | CZE  | Jiří Hradil       | 55:51 min |
| 3     | RUS  | Anton Foliforow   | 56:23 min |
| 4     | CZE  | Marek Pospíšek    | 56:59 min |
| 5     | EST  | Tõnis Erm         | 57:10 min |
| 6     | FRA  | Cedric Beill      | 57:32 min |
| 7     | RUS  | Waleri Gluchow    | 57:54 min |
| 7     | NOR  | Hans Jørgen Kvåle | 57:54 min |

Mitteldistanz: 27. August 2014

Ort:

Länge: 13,3 km

Steigung:

Posten: 26

### Langdistanz
| Platz | Land | Athlet          | Zeit      |
| ----- | ---- | --------------- | --------- |
| 1     | RUS  | Anton Foliforow | 1:50:18 h |
| 2     | FRA  | Baptiste Fuchs  | 1:52:02 h |
| 3     | CZE  | Jiří Hradil     | 1:52:22 h |
| 4     | LTU  | Jonas Maiselis  | 1:53:40 h |
| 5     | FIN  | Samuli Saarela  | 1:55:21 h |
| 6     | FRA  | Clement Souvray | 1:55:22 h |
| 7     | RUS  | Waleri Gluchow  | 1:56:14 h |
| 8     | ITA  | Luca Dallavalle | 1:56:22 h |

Langdistanz: 29. August 2014

Ort:

Länge:

Steigung:

Posten:

### Staffel
| Platz | Land | Athleten                                                  | Zeit      |
| ----- | ---- | --------------------------------------------------------- | --------- |
| 1     | EST  | Lauri Malsroos Margus Hallik Tõnis Erm                    | 2:20:04 h |
| 2     | FIN  | Tuomo Lahtinen Samuli Saarela Juuso Jutila                | 2:21:51 h |
| 3     | FRA  | Baptiste Fuchs Clément Souvray Cedric Beill               | 2:22:22 h |
| 4     | LTU  | Regimantas Kavaliauskas Sarunas Dmukauskas Jonas Maiselis | 2:25:48 h |
| 5     | CZE  | Vojtech Stransky Jiří Hradil Marek Pospíšek               | 2:26:11 h |
| 6     | RUS  | Waleri Gluchow Ruslan Grizan Anton Foliforow              | 2:26:22 h |
| 7     | POL  | Maciej Gromadka Artur Jackiewicz Sebastian Wojtynek       | 2:31:03 h |
| 8     | SWE  | Linus Karlsson-Mood Anders Frisk Marcus Jansson           | 2:36:33 h |

Staffel: 30. August 2014

Ort:

## Damen

### Sprint
| Platz | Land | Athletin          | Zeit      |
| ----- | ---- | ----------------- | --------- |
| 1     | FIN  | Marika Hara       | 20:44 min |
| 2     | RUS  | Tatjana Repina    | 21:04 min |
| 3     | GBR  | Emily Benham      | 21:09 min |
| 4     | RUS  | Swetlana Powerina | 21:22 min |
| 5     | FIN  | Eeva-Liisa Hakala | 21:45 min |
| 6     | CZE  | Martina Tichovská | 21:58 min |
| 7     | RUS  | Olga Winogradowa  | 22:10 min |
| 8     | FRA  | Gaëlle Barlet     | 22:12 min |

Sprint: 26. August 2014

Ort:

Länge: 4,9 km

Steigung:

Posten: 29

### Mitteldistanz
| Platz | Land | Athletin          | Zeit      |
| ----- | ---- | ----------------- | --------- |
| 1     | SWE  | Cecilia Thomasson | 49:41 min |
| 2     | GBR  | Emily Benham      | 50:15 min |
| 3     | FIN  | Marika Hara       | 50:55 min |
| 4     | CZE  | Martina Tichovská | 51:06 min |
| 5     | RUS  | Swetlana Powerina | 51:38 min |
| 6     | RUS  | Olga Winogradowa  | 52:14 min |
| 7     | RUS  | Tatjana Repina    | 53:04 min |
| 8     | AUT  | Michaela Gigon    | 54:40 min |

Mitteldistanz: 27. August 2014

Ort:

Länge: 10,4 km

Steigung:

Posten: 20

### Langdistanz
| Platz | Land | Athletin          | Zeit      |
| ----- | ---- | ----------------- | --------- |
| 1     | RUS  | Olga Winogradowa  | 1:48:57 h |
| 2     | RUS  | Swetlana Powerina | 1:49:17 h |
| 3     | DEN  | Camilla Søgaard   | 1:52:10 h |
| 4     | CZE  | Martina Tichovská | 1:53:53 h |
| 5     | FIN  | Marika Hara       | 1:57:15 h |
| 6     | FIN  | Susanna Laurila   | 1:58:21 h |
| 7     | FRA  | Gaëlle Barlet     | 1:58:28 h |
| 8     | SUI  | Claudia Hunig     | 1:59:55 h |

Langdistanz: 29. August 2014

Ort:

Länge:

Steigung:

Posten:

### Staffel
| Platz | Land | Athletinnen                                                   | Zeit      |
| ----- | ---- | ------------------------------------------------------------- | --------- |
| 1     | RUS  | Tatjana Repina Olga Winogradowa Swetlana Powerina             | 2:15:09 h |
| 2     | FIN  | Eeva-Liisa Hakala Susanna Laurila Marika Hara                 | 2:15:28 h |
| 3     | CZE  | Naděžda Skácelová Martina Tichovská Renata Paulicková         | 2:17:45 h |
| 4     | DEN  | Nina Hoffmann Cecilie Ruelokke Christoffersen Camilla Søgaard | 2:20:58 h |
| 5     | AUT  | Sonja Zinkl Marina Reiner Michaela Gigon                      | 2:24:04 h |
| 6     | FRA  | Hana Garde Laure Coupat Gaëlle Barlet                         | 2:24:07 h |
| 7     | LTU  | Asta Simkoniene Karolina Mickeviciute Ramunė Arlauskienė      | 2:28:03 h |
| 8     | SWE  | Cecilia Thomasson Agnes Elfving Erica Johansson               | 2:30:40 h |

Staffel: 30. August 2014

Ort:

## Medaillenspiegel
| Platz | Land                   | Gold | Silber | Bronze | Gesamt |
| ----- | ---------------------- | ---- | ------ | ------ | ------ |
| 1     | Russland               | 5    | 2      | 2      | 9      |
| 2     | Finnland               | 1    | 2      | 1      | 4      |
| 3     | Estland                | 1    | –      | –      | 1      |
| 3     | Norwegen               | 1    | –      | –      | 1      |
| 3     | Schweden               | 1    | –      | –      | 1      |
| 6     | Tschechien             | –    | 1      | 2      | 3      |
| 7     | Frankreich             | –    | 1      | 1      | 2      |
| 7     | Vereinigtes Königreich | –    | 1      | 1      | 2      |
| 9     | Dänemark               | –    | –      | 1      | 1      |

## Erfolgreichste Teilnehmer
| Platz | Athlet/in         | Gold | Silber | Bronze | Gesamt |
| ----- | ----------------- | ---- | ------ | ------ | ------ |
| 1     | Anton Foliforow   | 2    | –      | 1      | 3      |
| 2     | Olga Winogradowa  | 2    | –      | –      | 2      |
| 3     | Marika Hara       | 1    | 1      | 1      | 3      |
| 4     | Swetlana Powerina | 1    | 1      | –      | 2      |
| 4     | Tatjana Repina    | 1    | 1      | –      | 2      |